# Tyskspråkiga Wikipedia
Tyskspråkiga Wikipedia (tyska: Deutschsprachige Wikipedia) är den tyskspråkiga versionen av Wikipedia. Den startade i mars 2001  och passerade 1 000 000 artiklar den 29 december 2009. Det är Wikipedias näst första språkutgåva och efter versionerna på engelska och cebuano den tredje största. Den har för närvarande 3 000 352 artiklar.

## Historia
Den första icke-engelska underdomänen av Wikipedia var den tyska, ursprungligen under namnet deutsche.wikipedia.com. Dess bildande tillkännagavs av Jimmy Wales den 16 mars 2001. Skapandet av artiklar i den tyska Wikipediaversionen tog fart redan i april 2001, då var de flesta artiklarna översättningar av Nupediaartiklar.

## Storlek, täckning och popularitet

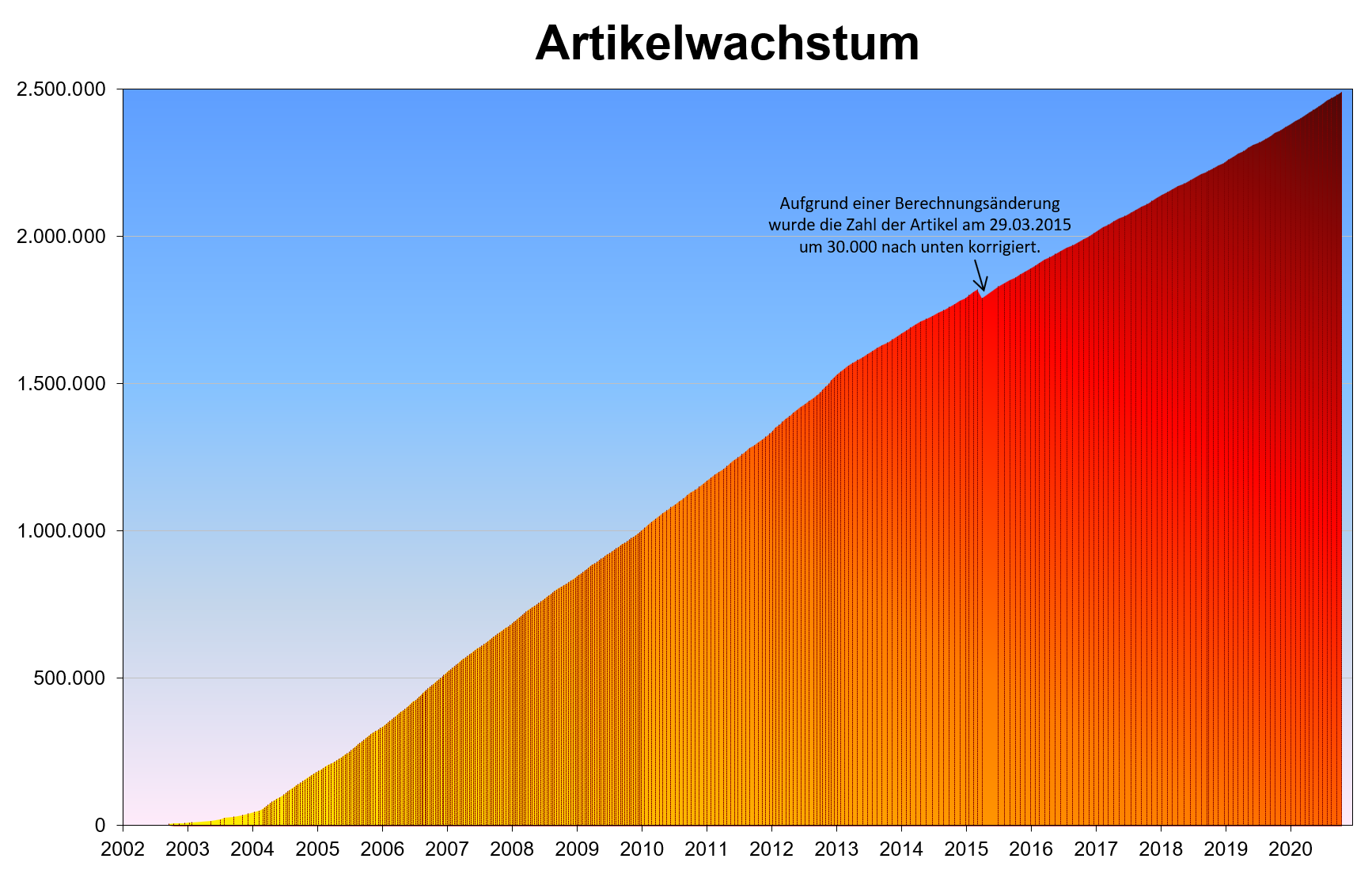
Artikeltillväxt, 2001 - november 2009

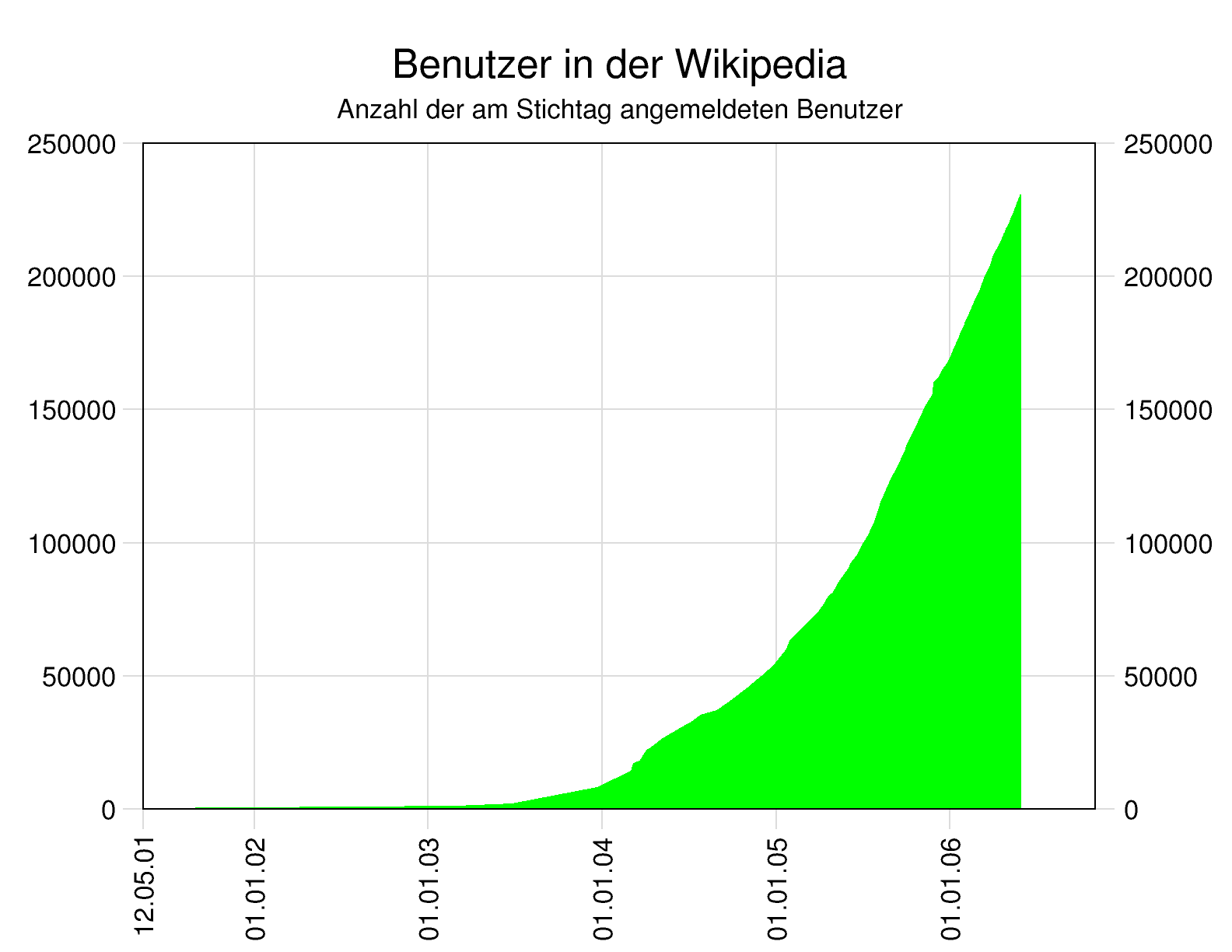
Användartillväxt

Den 27 december 2009 hade denna upplaga mer än 1 000 000 artiklar. Den miljonte artikeln var de:Ernie Wasson. I november 2008 hade 90% av artiklarna mer än 512 bytes, 49% hade mer än 2 KB, och den genomsnittliga artikelns storlek var 3 476 byte. I mitten av 2009 denna utgåva hade nästan 250 000 biografier och i december 2006 mer än 48 500 förgreningssidor.
Jämfört med engelska Wikipediaversionen, tenderar den tyska ofta att vara mer selektiv i sin täckning.
Den januari 2005 meddelade Google att "Wikipedia" var 8:e mest sökta ordet på Google.de. I februari 2005 Wikipedia nådde tredje plats bakom webbläsaren Firefox och Alla hjärtans dag. I juni 2005 rankades Wikipedia först.

## Egenskaper
Tyskspråkiga Wikipedia skiljer sig från engelskspråkiga Wikipedia i ett antal aspekter. 
- Jämfört med engelskspråkiga Wikipedia, är relevanskriterierna strängare, och mer specifika.
- Användandet av vetenskapliga källor, istället för journalistiska och andra typer av källor, uppmuntras mer.
- I september 2005 uttryckte Erik Möller oro för att "långsiktigt skydd av sidorna används alltför mycket på Tyskspråkiga Wikipedia". Den 14 september 2005 var 253 sidor skyddade fullt ut (så att de endast kunde redigeras av administratörer) i mer än två veckor (jämfört med 138 i Engelskspråkiga Wikipedia). Detta var det högsta antalet sådana redigeringsskydd av alla Wikipedior. I maj 2008 hade den tyskspråkiga Wikipediaversionen fortfarande den högsta andelen halvlåsta artiklar, 0,281%.
- Skadegörelse och andra övergrepp hanteras ofta på ett mindre formellt sätt. Vandalerna kan blockeras redan efter sin första redigering, och utan förvarning om deras redigering tydligt visar brist på intresse för den faktiska encyklopedisk arbete. Detta gäller särskilt om den tillsatta texten innehåller olagliga påståenden, till exempel förnekande av förintelsen.
- Den 28 december 2005 beslutades att plocka bort kategorin "stubbar" (en mall för korta artiklar) och motsvarande mall från den tyskspråkiga Wikipediaversionen.
- Användare behöver inte skapa ett konto för att starta en ny artikel.
- Tyskspråkiga Wikipedia versionen hade inte en skiljedomskommitté förrän i maj 2007. Men deras makt skiljer sig väsentligt från den engelskspråkiga versionen, och spelar en mindre roll i Wikipediapolitiken.
- Motsvarigheten till engelskspråkiga Wikipedias "utmärkta artiklar" och "bra artiklar" är Exzellente Artikel (mycket bra artiklar) och lesenswerte Artikel (bra artiklar, bokstavligen: "läsvärda" artiklar).